# رشاد خلیفه

رشاد خلیفه

رَشاد خلیفه (۱۹ نوامبر ۱۹۳۵ مصر - ۳۱ ژانویه ۱۹۹۰ توسان آریزونا) بیوشیمیست مصری‌تبار آمریکایی بود که اعلام کرد که کد ریاضی قران را کشف کرده‌است. او همچنین پایه‌گذار گروه مذهبی اتحاد تسلیم‌شدگان بین‌الملل بوده‌است. وی اعلام کرد که نبوت پایان یافته اما رسالت تا روز قیامت باقیست : او به ایه ٤٠ سوره احزاب (مَا كَانَ مُحَمَّدٌ أَبَا أَحَدٍ مِنْ رِجَالِكُمْ وَلَٰكِنْ رَسُولَ اللَّهِ وَخَاتَمَ النَّبِيِّينَ ۗ وَكَانَ اللَّهُ بِكُلِّ شَيْءٍ عَلِيمًا:محمّد پدر هيچ يك از مردان شما نبود.اما او رسول خدا و خاتم پيامبران بود. و خدا به هر چيزى داناست.) اشاره نمود و گفت محمد اخرین پیامبر است ولی اخرین رسول خدا نیست و  او (رشاد خلیفه) نیز یکی از رسولان خداست و بی اجازه خدا هیچگاه نمیتوانسته کد ریاضی قران را کشف کند و جبرئیل با قاطعیت و صراحت تمام به او گفته‌است که آیه ۳ سوره یاسین (إِنَّکَ لَمِنَ الْمُرْ‌سَلِینَ: قطعاً تو از رسولانی) به وی هم (رشاد خلیفه) مربوط است. او پیروانی هم داشت که او را رسول میثاق خدا می‌دانستند.
وی اعلام کرد که قرآن دارای ساختار ریاضی مبتنی بر عدد ۱۹ است و در ٢٩ سوره ای که با حروف مقطعه مثل ا -ل -م یا  ی -س و ... شروع میشوند تعداد تکرار این حروف در هر یک از این سوره ها همگی ضریبی از عدد ١٩ است و این اثبات میکند قران کتابی است که از سوی خدا نازل شده است  و اعلام چالش‌برانگیز دیگری کرد مبنی بر این‌که دو آیه آخر سوره توبه از قرآن بر اساس همین کد ۱۹ اضافه بر قرآنی هستند که با همین کد ۱۹ محافظت میشود، و به پیروانش گفت که آنها را انکار کنند؛ زیرا با ساختار ریاضی قران سازگاری ندارد . خلیفه در سال ۱۹۹۰ میلادی در آمریکا بدست مسلمانان منسوب به القاعده ترور شد .قاتلان او ١٩ سال فراری بودند و در سال ٢٠٠٩ دستگیر شدند .

## پیشینه
پدر رشاد خلیفه رهبر یکی از فرقه‌های صوفی مسلک مصری بود. رشاد خلیفه در سال ۱۹۵۹ به آمریکا مهاجرت کرد و تابعیت آن کشور به او اعطا گردید. در آنجا دکترایش را در رشته بیوشیمی، در دانشگاه «توسان» ایالت آریزونا اخذ نمود. خلیفه مشاور ارشد سازمان ملل متحد در بخش کشاورزی و بیوشیمی بود.
او در آمریکا پایه‌گذار جریانی شد که «تسلیم‌شدگان» (Submitters، معادل انگلیسی واژهٔ مُسلِم یا مسلمان) نام دارند و از باورهای اصلی آنان می‌توان، اختصاص پرستش به تنها خدا با تکیه بر تنها قرآن و بدون ایدئال قراردادن پیامبرها و رد نمودن حدیث و سنت بر اساس اموزه های قران ، نام برد.

## کد ریاضی قرآن
رشاد خلیفه از سال ۱۹۶۸ با وارد نمودن تمام متن قرآن در کامپیوترها ، تحقیق خود را دربارهٔ تعداد و نحوه تکرار حروف مقطعه (پارافهای قرآنی)، در سوره‌هایی که با آن حروف آغاز می‌شوند و همچنین رابطهٔ ارزش عددی (ابجدی) کلمات با تعداد تکرار آنها، آغاز نمود و در سال ۱۹۷۴ میلادی اعلامی مبنی بر کشف رابطه‌ای ریاضی در تعداد سوره‌ها، آیه‌ها، کلمات، اعداد و حروف قرآن را مطرح کرد و آنرا با عددِ ۱۹ مذکور در [۷۴:۳۰] (سوره ۷۴ آیهٔ ۳۰)، مرتبط دانست. او این عدد را مضرب قرآن نامید و در کتابش اذعان نمود که امکان نگارش قرآن، توسط نوع بشر، با وجود این رابطه پیچیده ریاضی، وجود ندارد. افرادی با کد ریاضی قران مخالفت نمودند اما این ساختار به گونه ای است که قابلیت رد نمودن ان وجود ندارد . خلیفه همچنین از سایر متون مذهبی و شریعت‌های افزوده شده در کنار قرآن مثل «سنت پیامبر اسلام» و «احادیث» به عنوان منابع جعلی نسبت داده شده به پیامبر اسلام و در تضاد با قرآن، یاد کرد و به ایاتی چون ایه ٦ سوره الجاثیه (تِلْكَ آيَاتُ اللَّهِ نَتْلُوهَا عَلَيْكَ بِالْحَقِّ ۖ فَبِأَيِّ حَدِيثٍ بَعْدَ اللَّهِ وَآيَاتِهِ يُؤْمِنُونَ : اين‌ است آيات خدا كه به حق آن را بر تو مى‌خوانيم. پس، بعد از خدا و ایات او به كدام حدیث ایمان می اورند؟ ) اشاره میکرد .
از آنجایی که دو آیهٔ پایانی از سورهٔ نهم قرآن، برخلاف سوره‌های دیگر با «بسم‌الله» شروع نمی‌شود) در ٧١ جا تئوری کد ۱۹ را نقض می‌کرد، او این دو آیه را جعلی نامید و اینطور بیان داشت که ۱۹ سال پس از مرگ پیامبر اسلام، کاتبانی که مأمور نوشتن قرآن از روی قرآن اصلی نوشته شده توسط پیامبر اسلام، و فرستادن آن به سرزمینهای مسلمانان شدند، دو آیه پایانی را در مدح پیامبر اسلام اضافه نمودند.
خلیفه با رجوع به قرآن، از دو کلمه «نبی» (پیامبر) و «رسول» (فرستاده) به عنوان دو مفهوم متفاوت یاد کرد و از پیامبر اسلام به عنوان آخرین نبی و نه آخرین رسول نام برد. او در رمضان سال ۱۴۰۸ هجری قمری رسماً اعلام کرد فرستاده (رسول) خداست و نام او در قرآن کد شده‌است و مأموریت او پاک کردن هرگونه اضافات و تزریقات نوع بشر در اسلام یا دین نهایی می‌باشد.
این گفته او از سوی محافل مذهبی شیعه و سنی رد شده و نوشته‌های او ممنوع اعلام شد. اما هم‌فکران او با عنوان اتحاد تسلیم‌شدگان بین‌الملل (United Submitters International) به ترویج باورهای او پرداختند.

## انتقادها و اتهام‌ها
به او اتهامات و انتقادات زیادی وارد شده که هیچ گاه توسط منابع معتبر تایید نشده اند از جمله:
- نام اصلی او ریچارد کلیف (Richard Kalif) بوده و اصلاً مسلمان نبوده‌است.[۹]
- .[۱۰]

## ترور
رشاد خلیفه در ۳۱ ژانویه ۱۹۹۰ در مسجد شهر توسان در آریزونای آمریکا با ۲۹ ضربه کارد به قتل رسید. یک گروه پاکستانی به نام جماعت الفقرا (جماعةالفقراء) مسئول قتل او شناخته شد و یک عضو این گروه موسوم به «جیمز ویلیامز» به جرم قتل خشونت بار او، به تحمل ۶۹ سال حبس محکوم گردید. بعدها اف‌بی‌آی پلیس آمریکا، گروه جماعت الفقرا را با القاعده به رهبری اسامه بن لادن و حملات ۱۱ سپتامبر مرتبط دانست و یک عضو القاعده بنام «ودیع الحاج» را مرتبط با قتل دکتر خلیفه که مورد تنفر گروه‌های اسلامی بود، معرفی نمود.